# Sophronisca rufotarsalis
Sophronisca rufotarsalis là một loài bọ cánh cứng trong họ Cerambycidae.